# Tư Mao
Tư Mao (tiếng Trung: 思茅区), Hán Việt: Tư Mao khu là một quận nội thành thuộc địa cấp thị Phổ Nhĩ, tỉnh Vân Nam, Cộng hòa Nhân dân Trung Hoa. Quận này có diện tích 4.093 km², dân số năm 2003 là 200.000 người. Chính quyền quận đóng tại đường Quá Nhai Lầu, trấn Ân Mao. Tư Mao được thành lập tháng 10 năm 2003, tên gọi ban đầu là Thúy Vân khu. Ngày 21 tháng 1 năm 2007, Quốc vụ viện Trung Quốc phê chuẩn, ngày 8 tháng 4 năm 2007 đổi tên địa cấp thị Tư Mao (思茅市) thành địa cấp thị Phổ Nhị (普洱), quận Thúy Vân được đổi tên thành quận Tư Mao.

## Các đơn vị hành chính

### Trấn
- Ân Mao (恩茅)
- Nam Bình (南屏)
- Ỷ Tượng (倚象)
- Tư Mao Cảng (思茅港)

### Cáchương
- Vân Tiên Di tộc (云仙彝族)
- Lục Thuận (六顺)
- Long Đàm Di tộc Thái tộc (龙潭彝族傣族)